# Менелай (скульптор)
Менелай (I до н. э. — I в.) — древнеримский скульптор греческого происхождения.

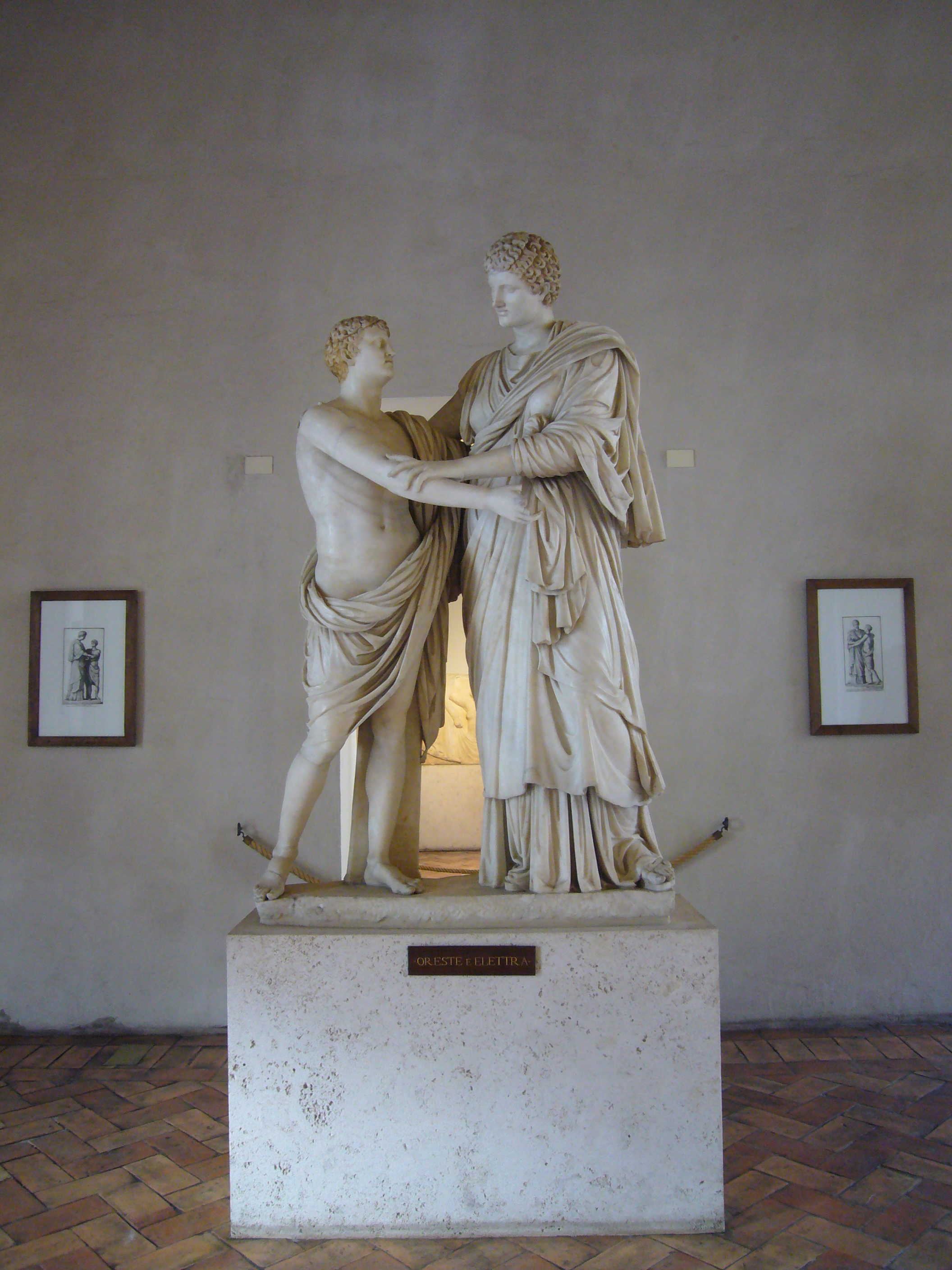
Орест и Электра

Менелай принадлежал к школе Пасителя и был учеником скульптора Стефания, работал в Риме во времена правления Октавиана Августа и Тиберия.
Сохранилась замечательная мраморная надгробная группа работы Менелая, которая находится в Национальном музее Рима (в Палаццо Альтемпс).
По мнению Отто Яна скульптура изображает Меропу и Эпита. Согласно более общепринятой интерпретации, предложенной И. И. Винкельманом, скульптура изображает Ореста и Электру.  Скульптура „исполнена тихой грусти, сдержанности и спокойствия“.